# Палатівка-Друга
Палатівка-Друга (рос. Палатовка-Вторая) — село у Красногвардєйському районі Бєлгородської області Російської Федерації.
Населення становить 137  осіб. Входить до складу муніципального утворення Калиновське сільське поселення.

## Історія
1714 рік - дата першої згадки. 
Населений пункт розташований у східній частині української суцільної етнічної території — східній Слобожанщині.
Згідно із законом від 20 грудня 2004 року № 159 від 20 грудня 2004 року органом місцевого самоврядування є Калиновське сільське поселення.

## Населення
| 2002 | 2010 |
| ---- | ---- |
| 197  | ↘137 |